# خوان گومز

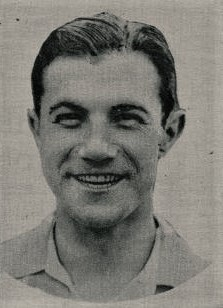
خوان گومز

خوان گومز (خوانیتو) (به اسپانیایی: Juan Gómez (Juanito)) بازیکن فوتبال اهل اسپانیا است که از سال ۱۹۷۶ تا ۱۹۸۲ میلادی عضو تیم ملی فوتبال اسپانیا بوده و در ۳۴ بازی ملی حضور داشته‌است. او در بازی‌های ملی‌اش ۸ گل به ثمر رساند.
وی در سال ۱۹۹۲ در اثر یک تصادف رانندگی و در ۳۷ سالگی درگذشت.